# Sepsis setulosa
Sepsis setulosa är en tvåvingeart som först beskrevs av Oswald Duda 1926.  Sepsis setulosa ingår i släktet Sepsis och familjen svängflugor.
Artens utbredningsområde är Tyskland. Arten är reproducerande i Sverige. Inga underarter finns listade i Catalogue of Life.